# Senlisse
Senlisse là một xã của Pháp, nằm ở tỉnh Yvelines trong vùng Île-de-France.
Dân xã này tiếng Pháp gọi là Senlissois.

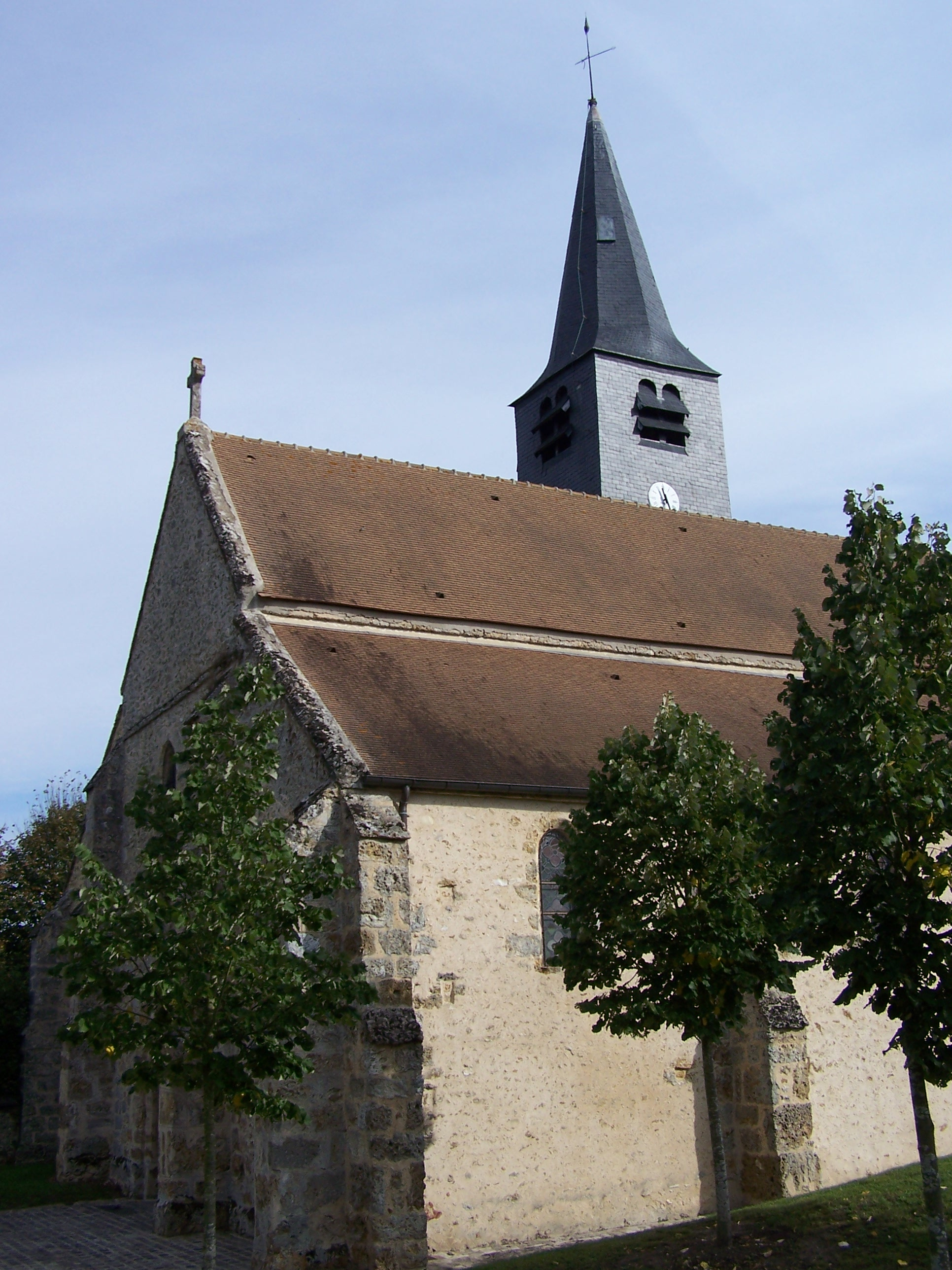
Nhà thờ

Xã này là một phần của công viên tự nhiên vùng Haute-Vallée de Chevreuse.
Các xã giáp ranh Senlisse gồm: Dampierre-en-Yvelines về phía bắc, Choisel về phía đông, Cernay-la-Ville về phía nam, Auffargis về phía tây khoảng 500 m. và Les Essarts-le-Roi về phía tây bắc.

## Hành chính
| Nhiệm kỳ                    | Identité             |
| mars 2001-2008              | Jean-Michel Gougerot |
| Dữ liệu trước đây không rõ. |                      |

## Biến động dân số
| 1800                                             | 1901 | 1946 | 1954 | 1962 | 1968 | 1975 | 1982 | 1990 | 1999 | 2007* |
| ------------------------------------------------ | ---- | ---- | ---- | ---- | ---- | ---- | ---- | ---- | ---- | ----- |
| 515                                              | 492  | 409  | 477  | 403  | 380  | 435  | 413  | 425  | 484  |       |
| Số liệu lấy từ năm 1962: Dân số không tính trùng |      |      |      |      |      |      |      |      |      |       |
| * Điều tra hàng năm (cách điều tra dân số mới)   |      |      |      |      |      |      |      |      |      |       |